# Marteniza

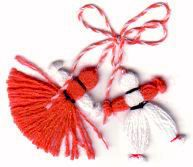
Alcune tipiche martenize

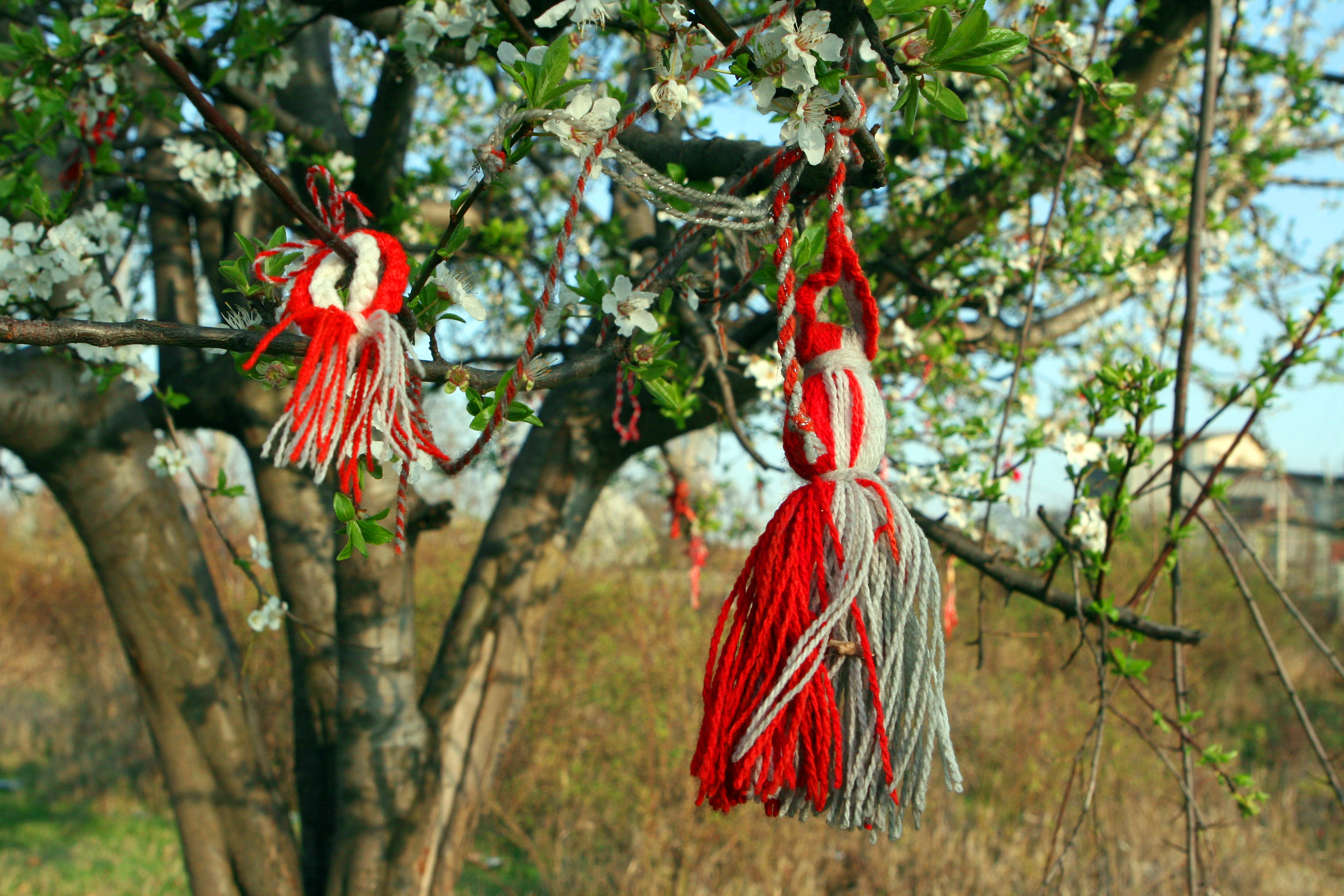
Martenize appese ad un albero da frutto

La marteniza (in bulgaro: мартеница, IPA [ˌmarteˈniʦə]) è un piccolo ornamento rosso e bianco che viene indossato durante il mese di marzo al fine di dare il benvenuto alla primavera, poiché questo mese, secondo la tradizione bulgara, segna l'inizio di essa. Scambiarsi la marteniza durante la prima settimana di marzo è un gesto che risale al IX secolo ed è una delle più popolari usanze bulgare mantenutasi nel corso dei secoli. Le martenize possono essere di diversi tipi: semplici fili rossi e bianchi, nappe, bracciali o bambole di stoffa, lana o cotone.

## Origini

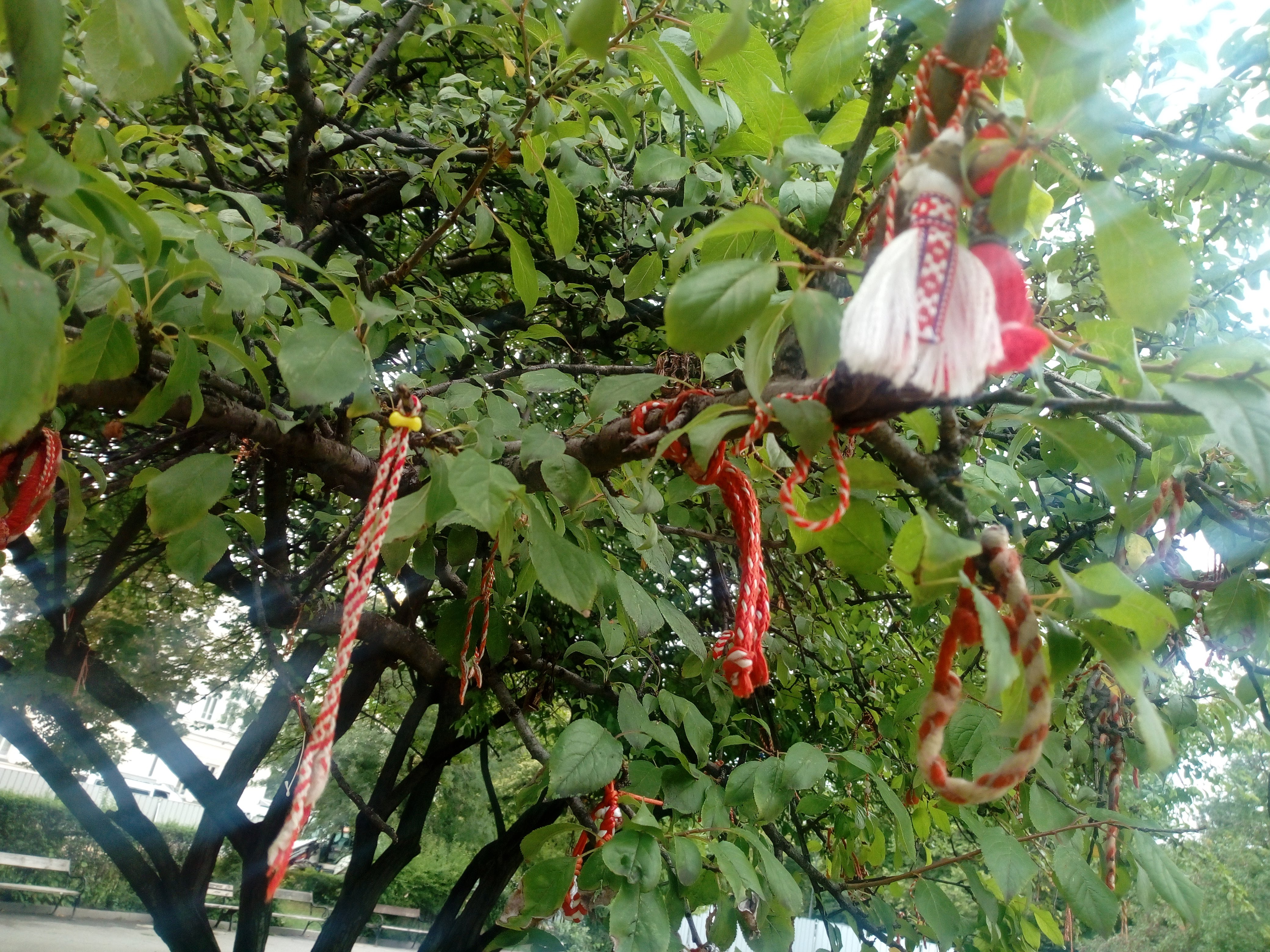

Le antiche radici di quest'usanza paiono provenire dal dio Marte, che è il dio della primavera e della guerra.
Le popolazioni durante l'arco della storia hanno sempre combattuto molto. Solitamente le guerre iniziavano i primi giorni di marzo e la maggior parte dei soldati doveva lasciare la propria casa. Le mogli, però, essendo molto preoccupate per la sorte dei loro mariti, decisero di dare ai loro uomini piccoli talismani di colore bianco e rosso. Il colore rosso rappresentava il sangue dei guerrieri, che esse non volevano veder versato, e il bianco il colore pallido del viso di quest'ultime, in attesa che i loro mariti facessero ritorno a casa.
Oggi, invece, si scambiano le martenize per fare un dono a Baba Marta, affinché faccia andare via il freddo e porti la primavera. Una volta che si ha una marteniza, la si può tenere sia sugli abiti che sul polso, e la si deve indossare fino a un segno dell'arrivo della primavera.

## Significato
Le martenize sono fondamentalmente un talismano per la buona salute e la lunga vita; simboleggiano il colore rosso per le guance rosse e quello bianco per i capelli bianchi e la vecchiaia. Si usa indossarli sul lato sinistro, dove c'è il cuore, fino a quando si vede il primo segno dell'arrivo della primavera - una cicogna, una rondine o un albero in fiore - e poi (non oltre il 1º aprile) si appendono su un albero, o si mettono sotto una pietra, esprimendo un desiderio.
La marteniza rappresenta anche i colori della natura, il bianco della neve che se ne va e il rosso del sole che sta arrivando. La marteniza è la più nota tradizione della Bulgaria. Essa simboleggia una nuova vita, il concepimento, la fertilità e la primavera. Questa festa è per la felicità e la gioia, la salute e la lunga vita; è pura e luminosa come i colori della marteniza ed esprime la necessità di armonia nella natura e nella vita di ognuno.